# Pokolec czarny
Pokolec czarny (Acanthurus achilles) – gatunek morskiej ryby okoniokształtnej z rodziny pokolcowatych (Acanthuridae). Spotykana w akwariach morskich.

## Występowanie
Gatunek pospolity na rafach koralowych Oceanu Spokojnego, na głębokości do 10 m.

## Budowa
Osiąga długość do 24 cm. Ubarwienie ciała czarne z pomarańczowymi pasami wzdłuż nasady płetwy grzbietowej i brzusznej, płetwa ogonowa pomarańczowa, czarno obrzeżona. U osobników dorosłych występuje duża pomarańczowa plama na boku ciała, przed trzonem ogonowym. Na trzonie ogonowym znajdują się dwa ostre kolce.

## Biologia i ekologia
Ryba terytorialna. Żywi się glonami. Jajorodna.